# Ferluga
Ferluga je priimek v Sloveniji, ki ga je po podatkih Statističnega urada Republike Slovenije na dan 1. januarja 2010 uporabljalo 66 oseb in je med vsemi priimki po pogostosti uporabe uvrščen na 6.127. mesto.

## Znani nosilci priimka
- Dušan Ferluga (*1934), medicinec patolog, univ. profesor, akademik
- Fedora Ferluga-Petronio (1946—2018), jezikoslovka slavistka, klasična filologinja, literarna zgodovinarka, glasbenica, univ. prof. v Trstu
- Ferdinand Ferluga (1901—1972), učitelj in narodni delavec
- Irena Ferluga, novinarka, publicistka
- Jadran Ferluga (1920—2004), zgodovinar bizantolog, univ. profesor
- Karel Ferluga (1885—1967), odvetnik in narodni delavec
- Kilijan Ferluga (1919—1996), učitelj, kulturni in politični delavec v Italiji
- Pavel Ferluga (1936—2023), slikar
- Štefan Ferluga (1859—1923), učitelj, zborovodja, skladatelj
- Vesna Ferluga, arhitektka, urbanistka
- Vida Ferluga (1895—1924), operna pevka
- Viljem Ferluga (1900—1983), kulturni delavec in organizator